# 源為明
源 為明（みなもと の ためあきら、生年不詳 - 応和元年6月21日（961年8月5日））は、平安時代中期の貴族。醍醐天皇の皇子（醍醐第五源氏）。官位は正四位下・刑部卿。

## 経歴
兄の兼明・高明ら他の醍醐天皇の諸皇子に続いて源朝臣姓を与えられて臣籍降下する（醍醐源氏）。朱雀朝の天慶4年（941年）元服し、まもなく従四位上に直叙されたと想定される。のち、村上朝にて侍従・刑部卿を務め、位階は正四位下に至る。
応和元年（961年）6月21日卒去。

## 官歴
- 天慶4年（941年） 8月24日：元服
- 天慶5年（942年）ごろ：従四位上（直叙）
- 天暦2年（948年） 正月5日：見侍従[1]
- 時期不詳：正四位下。刑部卿
- 応和元年（961年） 6月21日：卒去（刑部卿正四位下）[2]

## 系譜
『尊卑分脈』による。
- 父：醍醐天皇
- 母：藤原伊衡の娘
- 妻：不詳
  - 男子：源文明